# 霍巴特鎮區 (印地安納州萊克縣)
霍巴特鎮區（英語：Hobart Township）是位於美國印地安納州萊克縣的一個行政鎮區。

## 地方資料
根據2010年美國人口普查的數據，霍巴特鎮區的面積為67.30平方千米，當中陸地面積為66.00平方千米，而水域面積為1.30平方千米。當地共有人口39,417人，而人口密度為每平方千米585.69人。